# Ангела Госов
Ангела Натали Госов (на немски: Angela Nathalie Gossow, родена на 5 ноември 1974 в Кьолн Германия) е вокалистка на мелодет бандата Арч Енеми. По-рано е участвала и в групите Asmodina и Mistress. Тя се счита за една от малкото успешни певици, използващи ръмженето, като основен стил на пеене. Съществено влияние върху кариерата ѝ оказват Джеф Уокър от Carcass, Дейвид Винсент от Морбид Ейнджъл, Чък Били от Testament, Джон Тарди от дет метъл група Obituary, Чък Шулдинър от музикалната група Death, Дейв Мъстейн от Мегадет и Роб Халфорд от Джудас Прийст

## Кариера
Госов се присъединява към Арч Енеми през ноември 2000 година, след като бившия вокалист Йохан Лиива Johan Liiva напуска бандата. Малко преди това Ангела интервюирала Michael Amott за германски уебзин. По време на интервюто Госов дала на Майкъл Амот демозапис, който тя описва, като видео с „отвратително качество“ от изпълнение на живо в клуб. Когато Арч Енеми уволняват Лиива, те канят Ангела на прослушване. Амот заявява, че „тя изтри пода с всички други претенденти.“
Госов озвучава Lavona Succuboso анимационния сериал Metalocalypse на Cartoon Network. Според интервю с Musiikki TV Frostbite Festival 2009, Госов е гост-вокал в песента Black at Heart от албума Demonized на групата Astarte.
Ангела Госоов е сред малък брой жени, вокалистки на дет метъл групи. Тя има мецосопран гласов диапазон. Тя е вегетарианец и политически счита себе си за зелен анархист. Самоопределя се, като атеист. Ангела е и моделиер и дизайнер на облеклото на себе си и останалите членове на Arch Enemy. Занимава се с бокс. От 2008 г. тя е мениджър на Arch Enemy и Spiritual Beggars.

## Дискография

### Asmodina
1. Your Hidden Fear (Demo, 1991)
2. The Story of the True Human Personality (Demo, 1994)
3. Promo 1996 (Demo, 1996)
4. Inferno (1997)

### Mistress
1. Promo (Demo, 1998)
2. Worship the Temptress (Demo, 1999)
3. Party in Hell (Demo, 2000)

### Arch Enemy
1. Wages of Sin (2001)
2. Burning Angel (2002, EP)
3. Anthems of Rebellion (2003)
4. Dead Eyes See No Future (2004, EP)
5. Doomsday Machine (2005)
6. Live Apocalypse (2006, 2 DVD)
7. Revolution Begins (2007, EP)
8. Rise of the Tyrant (2007)
9. Tyrants of the Rising Sun (2008)
10. The Root of All Evil (2009)
11. Khaos Legions (2011)